# Metepantle

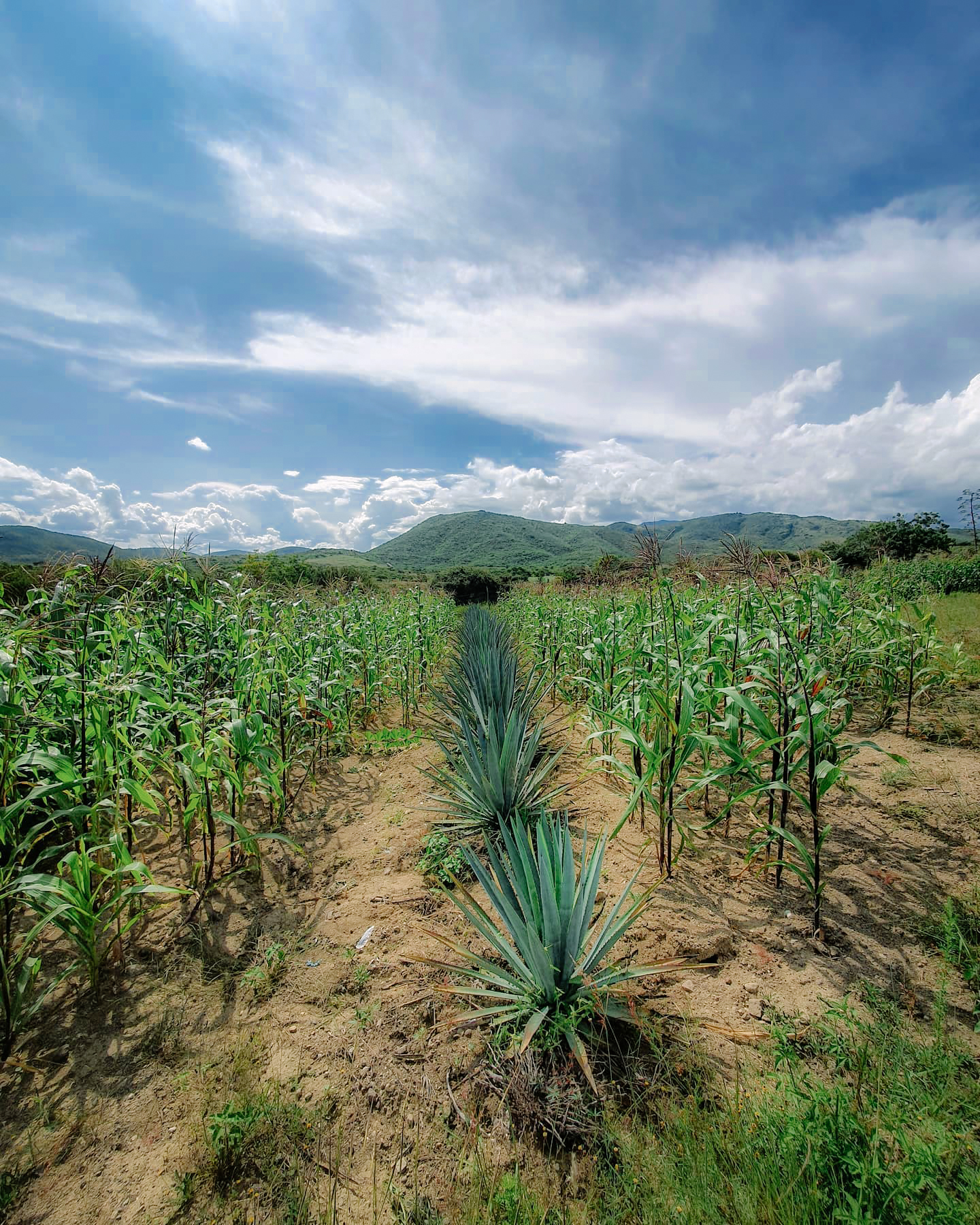
Metepantli con maíz y maguey en un valle de Oaxaca.

Un metepantle (del náhuatl, metl 'maguey' y nepantla 'pared' o panctli 'en medio', 'rodeado de') es un concepto de la agricultura prehispánica mexicana, que consiste en cultivar hileras de magueyes (Agave spp.) intercaladas con otras plantaciones como árboles frutales, maíz, frijol, calabaza, cebada, cempasúchil o quelites.
Históricamente, la práctica del metepantle ha venido desapareciendo y cayendo en desuso, especialmente en el siglo pasado, cuando la cerveza (producto de la cebada) sustituyó en la vida diaria al pulque (producto del maguey). No obstante, en tiempos recientes ha comenzado a haber un renovado interés por este sistema agroecológico, ya que aumenta la producción agrícola, genera mayores ingresos y es un policultivo sostenible. Los metepantles se encuentran en zonas altas de Edomex, Hidalgo, Puebla y Tlaxcala principalmente, laderas de montañas con pocas precipitaciones y heladas recurrentes.
Los magueyes cumplen la función de reforzar los bordos de las terrazas y evitan la erosión del suelo, al tiempo que se aprovechan para producir pulque y obtener fibra ixtle.

## Lectura complementaria
- «Identificación y caracterización morfológica de agaves en sistemas agroforestales con metepantle en tierras campesinas». Revista mexicana de ciencias agrícolas 11 (4): 917-929. 2020. ISSN 2007-0934. Consultado el 3 de noviembre de 2020.
- Castro Perez, F. (2007). Colapsos ambientales-transiciones culturales. Universidad Nacional Autonoma de Mexico. pp. 361-364. ISBN 978-9703233168. Consultado el 3 de noviembre de 2020.
- «Los sistemas agroforestales tradicionales de México: Una aproximación biocultural». Botanical Sciences 9 (4). 2013. ISSN 2007-4476. Consultado el 3 de noviembre de 2020.

- Datos: Q107019599